# Як мати зозулею стала
Як мати зозулею стала — українська народна казка про матір, яка перетворюється на зозулю й покидає недбалих дітей. Казка має кілька варіантів і поширена в центральній і західній Україні.

## Сюжет
Казка розповідає про матір, яка дуже любила своїх дітей і піклувалась про них. Однак коли матір сама захворіла та просила в дітей води, жоден з них їй не допоміг. Тоді матір обросла пір'ям, перетворилась на зозулю й полетіла геть з дому. Діти бігли за нею з водою, але вже не наздогнали. А там, де вони бігли, збиваючи ноги до крові, виросли червоні квіти.

## В культурі
- Казка дала назву й основу сюжету одного з епізодів українського телесеріалу 2024 року «Перевізниця». В епізоді оповідається історія матері, яка намагається відсторонитись від своїх дітей. Кілька разів протягом епізоду звучать уривки з тексту казки.